# گرد زغال
گرد زغال پودر بسیار نرم زغال سنگ است که در فرایند معدن کاری (خرد کردن زغال سنگ، استخراج و بارگیری) به علت ساختار ترد و شکننده زغال سنگ به وجود می‌آید. با آسیاب کردن زغال‌سنگ نیز گرد زغال تولید می‌شود. دانه‌های این گرد اندازه‌ای برابر با یک تا۱۰۰ میکرون دارند.

## سودمندی‌ها
از گرد زغال به عنوان افزودنی در ماسه ریخته‌گری برای چدن‌ریزی و ریخته‌گری مس استفاده می‌شود. گرد زغال در ترکیب بریکت‌های زغال سنگ نیز به کار برده می‌شود. علاوه بر اینها برای سوخت نیروگاه، زغال‌سنگ را آسیاب می‌کنند و به شکل پودر درمی‌آورند.

## خطرات
این ماده زمانی که با هوا مخلوط می‌شود قابلیت انفجار پیدا می‌کند. برخی از خطرناک‌ترین انفجارهایی که در معادن زغال سنگ رخ می‌دهد بر اثر آمیختن گرد زغال با هوای درون معدن است. در انبارهای خالی یا نیمه خالی زغال سنگ نیز ممکن است چنین انفجاری رخ بدهد.
کارگران معدن و افرادی که در تماس با گرد زغال هستند ممکن است دچار بیماری‌های ریوی و پوستی شوند